# Cristian Pasquato
Cristian Pasquato (* 20. Juli 1989 in Padua) ist ein italienischer Fußballspieler. Er spielt im offensiven Mittelfeld oder als Stürmer.

## Karriere

### Im Verein
Cristian Pasquato wechselte 2003 zu Juventus Turin. 2005/06 gewann er mit Juve die italienische Meisterschaft in der Altersstufe Allievi Nazionali. Danach spielte er in der höchsten Altersklasse des italienischen Jugendfußballs, der Primavera, in der er 2007 den italienischen Supercup gewinnen konnte.
Sein Debüt in der Profimannschaft von Juventus feierte Pasquato am 11. Mai 2008 beim 1:1 gegen Catania Calcio, als er von Trainer Claudio Ranieri für Alessandro Del Piero eingewechselt wurde.
Für die Spielzeit 2008/09 wurde Pasquato an den Serie-B-Klub FC Empoli verliehen, im Sommer 2009 wurde das Leihgeschäft verlängert. Im Januar 2010 wechselte der Offensivmann leihweise zur US Triestina, für die er in der Rückserie der Saison 2009/10 17 Partien absolvierte.
Im August 2010 wechselte Cristian Pasquato für die Saison 2010/11 auf Leihbasis zum FC Modena in die Serie B. Der Stürmer war unter Trainer Cristiano Bergodi Stammspieler, absolvierte 40 der 42 Saisonspiele und erzielte dabei neun Treffer. Am Saisonende erreichte Pasquato mit den Canarini den zehnten Platz und kehrte nach Turin zurück.

### In der Nationalmannschaft
Cristian Pasquato durchlief die italienischen Jugendnationalmannschaften seit der U-16-Auswahl. Im Jahr 2009 absolvierte er zwei Partien für die italienische U-21-Auswahl.

## Erfolge
- Campionato Allievi Nazionali: 2005/06
- Supercoppa Italiana Primavera: 2007